# Szegfű és klematisz kristályvázában
A Szegfű és klematisz kristályvázában (Œillets et clématites dans un vase de cristal) Édouard Manet festménye.
Manet valószínűleg 1882-ben, Rueil-Malmaisonban festette a csendéletet, feltehetően annak a sorozatnak a részeként, amelyet élete vége felé készített. A vázában szegfűk és klematiszokok vannak.
A festményt 1883 körül vásárolta meg egy francia vevő, majd a svájci Männedorfba, Émile Staub gyűjteményébe került. A kép a 20. század harmincas éveiben többször is gazdát cserélt, volt párizsi, milánói és zürichi tulajdonosa is, majd 1937-ben ismét Párizsban, Alfred Daber galériájában tűnt fel. Nem sokkal a második világháború kitörése előtt vásárolta meg az alkotást Georges Renand. 1941-ben a képet 50 ezer birodalmi márkáért Adolf Wüster vette meg Joachim von Ribbentrop német külügyminiszternek. A háború után a képet egy hamburgi raktárban találták meg, 1948. október 22-én szállították vissza Franciaországba. 1951-ben a Louvre gyűjteményének része lett. 1953-tól 1986-ig a Jeu de Paume, azóta a Musée d’Orsay gyűjteményének része.